# Darryl Braxton
Darryl "Brax" Braxton es un personaje ficticio de la serie de televisión australiana Home and Away interpretado por el actor inglés Steve Peacocke del 16 de febrero de 2011 hasta el 10 de junio del 2015. Steve regresó a la serie el 9 de diciembre del 2016 y se fue nuevamente el 16 de febrero del 2016. hasta el 16 de febrero del 2016. Steve regresó a la serie el 6 de junio y su última aparición fue el 7 de junio del 2016.

## Antecedentes
Darryl es el mayor de los hermanos Braxton, a su llegada a la bahía su estatus de leyenda del surf y líder cae, ya que para algunos de los residentes él no es más que un vagabundo con mala reputación. 
Darryl es muy protector con sus hermanos Heath y Casey. Algunos de los actuales y antiguos integrantes de los River Boy aparte de Darryl y sus hermanos son: Brodie Upton, Rick, Pee Wee, Leo, Mick, Stu Henderson, Biff Carruthers y Jayden Post.

## Biografía
Brax utiliza su cerebro y encanto para hacer que la gente haga lo que él quiere, a menudo está tratando de mantener a Heath fuera de problemas. A su llegada a la bahía comienza a meterse en problemas cuando junto a sus hermanos y amigos comienzan una pelea en el bar de Angelo y son detenidos.
Brax sigue con su mala suerte y cuando besa a la oficial Charlie Buckton, esta lo arresta. Más tarde cuando Brax decide invitar a salir a Leah Patterson Baker, Charlie se pone celosa, sin embargo las cosas no salen bien ya que Leah queda poco impresionada con Brax. Cuando Darryl besa a Charlie esta lo arresta sin embargo su abogado, Cameron Sangster lo logra liberar cuando se demuestra que no hubo ninguna falta.
Poco después comienza a trabajar en Angelo's e intenta mejorar el concepto que varios residentes de la bahía tienen de él. Más tarde Casey y Ruby Buckton logran que Charlie y Darryl vayan a un pícnic juntos; poco después Charlie y Darryl terminan acostándose juntos y comienzan a salir, sin embargo Charlie le dice a Darryl que quiere que su relación quede en secreto ya que ella es policía.
A principios del 2012 Charlie muere después de recibir varios disparos por parte de Jake Pirovic, lo cual deja destrozado a Brax. Más tarde cuando Darryl descubre que su amiga Leah le pagó a un hombre al que le debía decide entrar en peleas para juntar dinero y devolvérselo. Poco después Charlie muere en el hospital luego de recibir varios impactos de bala luego de que Jake quedara libre y la visitara para vengarse, su muerte afecto a Ruby y ocasionó la molestia de Brax, cuando se entera de que su exnovia la abigada Hayley O'Connor ayudó a liberar a Jake la lleva a un acantilado y discuten pero al final Brax termina dejándola ir. Poco después Leah le revela a Brax que tiene sentimientos por él pero este le dice que solo la ve como a una amiga. 
Más tarde ese mismo año cuando Brax se entera de que su hermano Heath Braxton está haciendo lo necesario para liberar de prisión a su agresivo padre Danny Braxton, por lo que cuando Danny es liberado Brax le pide a su madre Cheryl Braxton que huya para que su padre no la lastime e intenta advertirles a sus hermanos de que Danny es peligroso pero estos no lo escuchan. Poco después Brax recibe la ayuda de Natalie Davison la consejera de Casey quien intenta apoyarlo con la situación de su padre y sus hermanos, cuando Danny amenaza a Brax con su dinero este decide hacer un trabajo ilegal de drogas para obtener el dinero para dárselo a su padre para que se vaya. Poco después Casey se da cuenta de que Brax decía la verdad cuando descubre que su padre amenazó a su madre y cuando se dio cuenta de que Danny comenzaba a acercarse a Ruby por la herencia que le había dejado Charlie. Poco después Brax y Natalie terminan acostándose juntos, más tarde le agradece a Natalie por apoyarlo y a Casey cuando Casey es arrestado por dispararle a Danny. Poco después Brax y Natalie comienzan una relación.
Más tarde durante unas vacaciones en el bosque con Casey, este desaparece, al inicio Brax cree que Casey escapó sin embargo poco después se da cuenta de que fue secuestrado y él y Natalie deciden ir a buscarlo, poco después de su llegada Brax y Nat encuentran a Casey quien les dice que su hermano Kyle Braxton fue el responsable del secuestro, por lo que Brax le pide a Natalie que se lleve a Casey mientras que él va a buscar a Kyle. Le pide a Natalie que lleve a un lugar seguro a Casey mientras que él va persigue a Kyle, cuando lo encuentra ambos pelean y Kyle le dice que es su hermano Brax sorprendido finalmente lo suelta no sin antes decirle que no lo quiere ver cerca de su familia, poco después Brax regresa con Natalie y Casey. 
Aunque sus hermanos y Natalie le dicen que su amigo Adam Sharpe y su hijo Jamie son peligrosos Brax no les cree, pero después de que le contaran acerca de las amenazas que les había hecho, que Jamie había estado acosando a Leah y que Adam estaba dándole drogas a Bianca decide confrontarlo, ahí Adam amenaza a Brax con lastimar a sus seres queridos, aunque no quiere Brax decide terminar con Natalie por miedo a que algo malo le pase por su culpa, lo que los deja destrozados.
A principios del 2013 Brax y Kyle descubren que Heath está desaparecido y cuando comienzan a investigar acerca de su paradero descubren que Jamie y su padre Adam son los responsables, cuando Brax y Kyle confrontan a Jamie este les revela que dejó a Heath inconsciente en un bote en el medio del océano para que muriera y que todo fue plan fue de su padre. Cuando se dirigen a la localización del bote Brax lo encuentra vacío pero después de un rato encuentran a Heath en una isla y lo llevan al hospital donde se recupera. Más tarde Brax ayuda a Heath a recuperar a su sobrina Darcy Braxton cuando es secuestrado por Adam, quien les dice que les devolverá a Darcy sólo si Heath hace un trabajo relacionado con drogas, sin embargo durante el trabajo el vendedor Eugene Broad intenta atropellar a Brax pero Adam lo empuja y se lleva todo el golpe;  antes de morir Adam le pide disculpas a Brax, quien después decide irse unos días de la bahía.
Cuando Brax regresa a la bahía quiere ir a hablar con Natalie para decirle que la ama, pero cuando descubre que Heath despidió a Liam Murphy como gerente del restaurante y que varios de los empleados habían renunciado tiene que ir al restaurante para hacerse cargo, ese mismo día va a la escuela para hablar con Natalie pero Bianca lo detiene y no tiene la oportunidad de hacerlo, en la tarde Bianca le dice a Brax que Natalie había estado preocupada por él y que si podría hablar con ella, por lo que Brax le dice que eso había estado intentando hacer todo el día pero que siempre lo detenían con sus problemas, cuando finalmente Brax logra ir a casa de Natalie queda destrozado cuando ve que Zac MacGuire está ahí y que la besa.
Más tarde cuando Ricky Sharpe una antigua amiga de la infancia de la familia llega a la bahía, él comienza una relación con ella. Tiempo después Brax es arrestado por el asesinato de Johnny Barrett, poco después en noviembre Ricky descubre que está esperando un bebé de Brax y cuando va a contarle a Brax sobre la noticia antes de que pueda decirle algo él decide terminar con ella (ya que no quería que ella sufriera al verlo en la cárcel), a los dos meses Ricky pierde al bebé, finalmente cuando Brax es liberado de prisión luego de que se descubriera que el verdadero asesino de Johnny había sido Adam, Casey convence a Ricky de contarle la verdad a Brax, cuando él se entera al inicio se enfurece al descubrir que toda su familia lo sabía menos él sin embargo cuando se da cuenta de que él día que rompió con ella Ricky le contaría sobre el bebé le pide disculpas y le dice que siempre contaría con él, poco después regresan y continúan con su relación.
Brax es encarcelado en el 2015 después de ser erróneamente acusado del asesinato de Dean Sanderson, durante una salida de prisión el autobús en el que va sufre un accidente y Brax lo utiliza para fingir su muerte con la ayuda de Martin "Ash" Ashford en un intento por limpiar su nombre.
El 6 de junio del 2016 Brax regresa a la bahía cuando Nate le llama para decirle que Ricky todavía estaba enamorada de él, cuando Brax llega le revela a Ricky que Sam Kennedy había confesado ser el asesino de Dean Sanderson por lo que Brax ahora era un hombre libre y quería que ella y Casey se fueran con él. Ricky acepta y la pareja se va de la bahía para iniciar una nueva vida.